# Otto Reedtz-Thott (1841-1901)
 Der er flere personer med dette navn, se Otto Reedtz-Thott.
Otto Peter Axel Basse baron Reedtz-Thott (født 24. juli 1841 på Gavnø, død 5. oktober 1901 i Valby, København) var en dansk godsejer, bror til Tage Reedtz-Thott og Axel Reedtz-Thott.
Han var søn af Otto lensbaron Reedtz-Thott og dennes anden hustru, Karen Julie Elisabeth Frederikke Fønss. Han forpagtede fra 1865 til 1867 Viskum og ejede fra 1867 til 1871 Nebbegård. I 1884 blev han udnævnt til hofjægermester
21. maj 1865 ægtede han på Store Frederikslund Augusta Siegfriede komtesse Rantzau (født 26. august 1844 på Rosenvold, død 11. december 1909 i København), datter af Frederik Sigfred greve Rantzau (1809-1846) og Margrethe Magdalene Norville (1807-1847). Næsten alle parrets børn døde som spæde eller levede kun nogle få år.
Ovenstående oplysning om vielsen er fra Danmarks Adels Aarbog,1947, tilsat en mistolkning af stednavnet Frederikslund. Vielsen den 21. maj 1865 skete i Ørsted kirke, nordøst for Assens på Fyn. Brylluppet fejredes på hovedgården Frederikslund, Ørsted sogn, der da ejedes af hofjægermester Carl Fr. greve Rantzau, en slægtning til bruden. Hovedgården hed oprindeligt Krengerup, i 1783 fik den navnet Frederikslund, i 1917 fik den atter sit gamle navn Krengerup. De fik 6 børn, 2 døde spæd, 2 døde ung. Begge ægtefolk begravedes på Vejlø kirkegård.
Han er begravet på Vejlø Kirkegård.